# Tindouf Airport
Tindouf Airport är en flygplats i Algeriet. Den ligger i den västra delen av landet, 1 500 km sydväst om huvudstaden Alger. Tindouf Airport ligger 442 meter över havet.
Terrängen runt Tindouf Airport är platt.  Trakten runt Tindouf Airport är nära nog obefolkad, med mindre än två invånare per kvadratkilometer. Närmaste större samhälle är Tindouf, 3,8 km sydost om Tindouf Airport. Trakten runt Tindouf Airport är ofruktbar med lite eller ingen växtlighet.